# 파코 라반

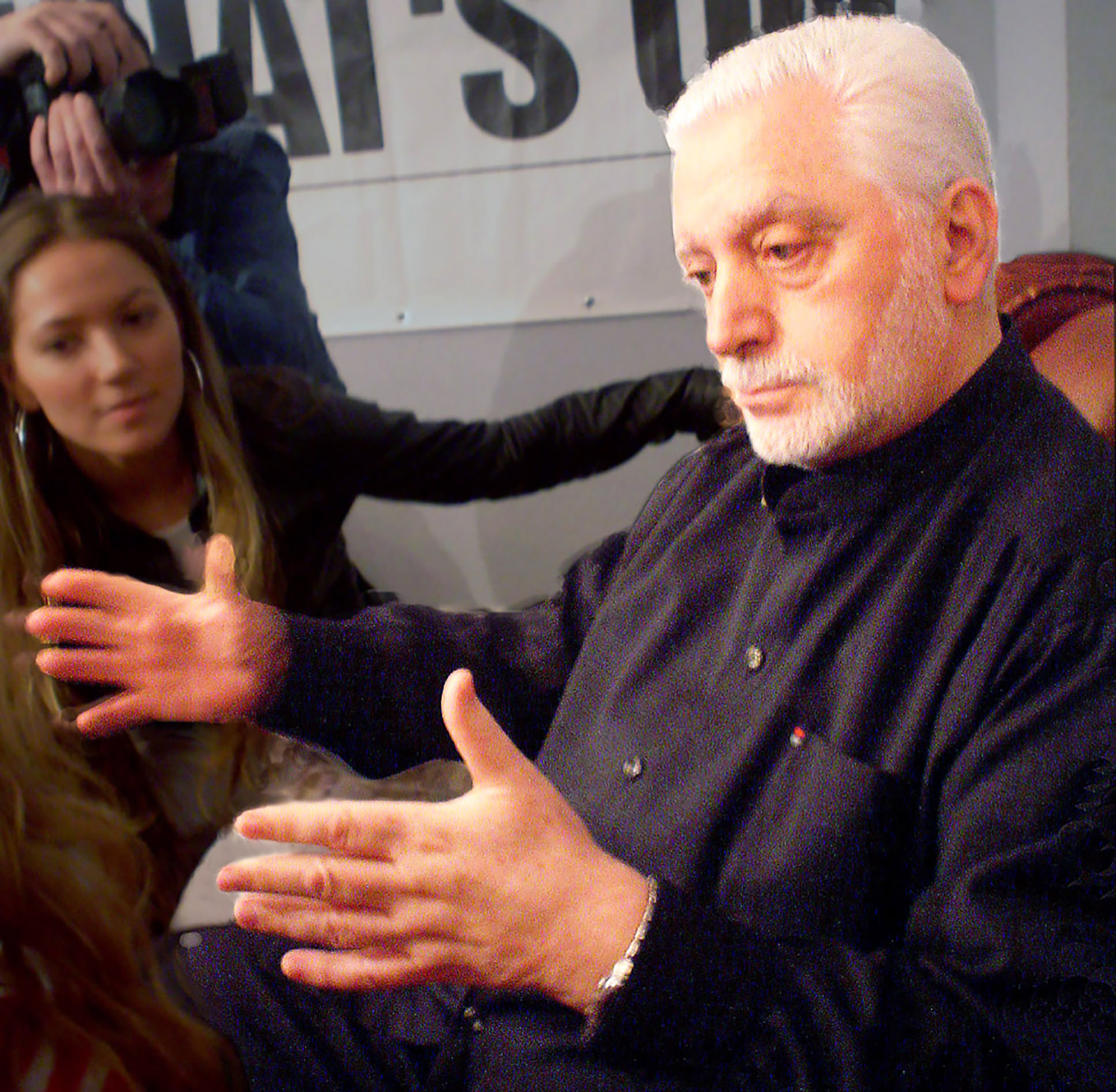

파코 라반(스페인어: Paco Rabanne, 1934년 2월 18일 ~ 2023년 2월 3일)은 스페인의 패션 디자이너이다. 1934년 2월 18일, 스페인 제2공화국 파사이아에서 태어났다. 2023년 2월 3일, 프랑스 플루달메조의 자택에서 사망했다.

## 같이 보기
- 벳시 존슨
- 메리 퀀트